# One Way
One Way es una película de crimen, suspense y acción escrita por Ben Conway y dirigida por Andrew Baird. La fotografía principal comenzó en 2021. La película está protagonizada por Colson Baker, Kevin Bacon y Travis Fimmel.

## Sinopsis
Freddy está huyendo con una bolsa llena de dinero en efectivo después de un robo a su jefe criminal. Gravemente herido y traicionado por su padre, Freddy se sube a un autobús sucio donde conoce a una chica misteriosa y espeluznante.

## Elenco
- Colson Baker como Frederick "Freddy" Sullivan, un joven criminal, hijo de Fred Sr.
- Kevin Bacon como Fred Sullivan Sr., un jefe del crimen, padre de Freddy, traficante de drogas.
- Travis Fimmel como Will
- Drea de Matteo como Victoria Menendez, una organización jefa de reina del crimen.
- Storm Reid como Rachel
- Luis Da Silva como JJ
- Rhys Coiro como Coco
- Meagan Holder como Christine
- Danny Bohnen como Oleg
- Scotty Bohnen como Caleb
- KD O'Hair como Helen
- Thomas Francis Murphy como Patrick, el conductor del autobús.
- Casie Baker como Lily
- Jaylen Hodby como Matón #1

## Producción
El 11 de septiembre de 2020, se anunció que Colson Baker y Travis Fimmel fueron elegidos para la película. El 2 de noviembre de 2020 se anunció que Kevin Bacon se unió al elenco. El 8 de febrero de 2021, Storm Reid se unió al elenco.
La fotografía principal comenzó el 2 de febrero de 2021 en Thomasville, Georgia.

## Estreno
Saban Films estrenó la película en cines y mediante video bajo demanda en los Estados Unidos el 2 de septiembre de 2022.